# Tchebourachka (film, 2023)
Pour les articles homonymes, voir Tchebourachka (homonymie).
Pour plus de détails, voir Fiche technique et Distribution.
Tchebourachka (Чебурашка) est une comédie russe réalisée par Dmitri Diatchenko et sortie en 2023. Le film mêle animation et prises de vues réelles et son titre est inspiré du personnage Tchebourachka créé en 1965 par Edouard Ouspenski.
Le film est avec plus de 22 millions de spectateurs et 6,7 milliards de roubles de recettes le plus grand succès de tous les temps en Russie,.

## Synopsis
Dans un lointain pays ensoleillé du sud de l'Espagne, les fermiers Miguel et Juan sont en train de faire la récolte d'orangers. Soudain, Juan remarque que les fruits dans le panier ont disparu. Juan ramasse le panier et aperçoit un petit animal aux oreilles poilues devant lui. Les fermiers décident d'attraper le farceur à fourrure à l'aide d'un appât. L'idée fonctionne, mais au moment où les fermiers s'apprêtent à prendre le voleur, un tourbillon soudain emporte l'animal.
Pendant ce temps, l'arboretum d'une petite ville balnéaire sur la mer Noire emploie un vieux jardinier maussade et peu sociable, Guena, qui maintient l'ordre sur le territoire de manière pédante, tout en détestant discrètement les foules de touristes qui enfreignent toujours ses ordres. Guena possède un télescope dans sa maison, à partir duquel il observe périodiquement une chocolaterie, où travaillent Tania, la propriétaire déterminée, et son mari Tolik. Ils ont un fils de cinq ans, Gricha. Tania est la fille de Guena, mais depuis de nombreuses années, elle n'est plus en contact avec son père.
Un jour, Guena rentre à la maison, l'air sombre. En passant devant un banc où est assise une dame à chapeau, Guena fait une remarque sévère à la dame parce qu'elle a jeté un emballage par terre près de la poubelle. Rimma, la propriétaire de la chocolaterie, est une femme impérieuse et fière, et de telles remarques sont inacceptables pour elle, aussi réprimande-t-elle rudement Guena. Ce dernier met l'emballage dans le sac à main de Rimma.
Après avoir été sévèrement réprimandé par ses supérieurs pour cette farce scandaleuse, Guena rentre chez lui et rencontre son seul ami, Valera, un vieux gardien de zoo positif et bavard. Au cours d'une partie d'échecs, Guena et Valera discutent de l'ouragan imminent. Une grêle orange s'abat sur la ville et détruit tout ce qui l'entoure. Et dans la maison de Guena, un animal aux longues oreilles tombe littéralement du ciel. Au début, Guena essaie par tous les moyens de se débarrasser de cet invité indésirable, mais avec le temps, il s'y habitue et décide de le garder, en l'appelant « chien de berger biélorusse à longues oreilles ».
Un matin, l'animal se promène dans l'arboretum à la recherche d'oranges et rencontre une jeune fille nommée Sonia. La capricieuse Sonia pique immédiatement une crise : elle veut s'approprier Bourriquet. L'animal parvient de justesse à échapper à la jeune fille hurlante et à sa grand-mère Rimma. Le patron vient voir Guena et lui propose une solution au conflit avec l'autoritaire propriétaire de la chocolaterie : il suffit de vendre pour 40 000 à Rimma l'animal qui vit chez Guena. Le jardinier refuse catégoriquement cette offre.
Un peu plus tard, Guena se rend à la fête d'anniversaire de son petit-fils Gricha, sans se rendre compte que l'animal l'a suivi. En voyant une créature aussi inhabituelle, Gricha prononce son premier mot de surprise : « Maman ! ». Dans les jours qui suivent, Guena décide d'apprendre à lire à l'animal, comme à un enfant.
Quelques jours plus tard, Rimma écoute le rapport de Larion. Larion est l'assistant de Rimma, un carriériste qui veut plaire à sa patronne par tous les moyens. Bientôt, la ville accueillera son festival annuel du chocolat, que Rimma compte bien remporter par tous les moyens. Mais le groupe chocolatier Radost moïa a un concurrent : la petite chocolaterie de Tania, qui a remporté le concours il y a un an. Larion, mandaté par Rimma, a tenté de racheter la boutique de Tania, mais celle-ci a refusé.
Rimma ordonne à Larion de se venger de Tania, et celui-ci libère des rats dans la boutique. Profitant de l'agitation, Larion vole le livre de recettes de Tania. En apprenant cela, Guena veut aider sa fille et espère échanger le livre de recettes contre l'animal. Alors que Guena prend sa décision, il se souvient d'une tragédie qui s'est produite il y a de nombreuses années, lorsque Tania était très jeune : La mère de Tania faisait du deltaplane et est morte dans un accident par mauvais temps. Guena n'a eu d'autre choix que d'emmener sa fille chez sa grand-mère et de disparaître pendant dix ans. C'est ce qui a provoqué la dispute entre Tania et son père.
Après avoir échangé l'animal contre des recettes, Guena revient vers sa fille, mais Tania est très déçue d'un tel acte de la part de son père. Une amie, Valera, vient à la rescousse. Avec d'autres employés de l'arboretum, ils décident d'aider Guena à rendre l'animal.
Au même moment, le festival du chocolat commence dans la ville, où les concurrents arrivent, ainsi que les invités de l'événement. Guena retrouve Rimma et sa petite-fille et retrouve le triste petit animal. Le jardinier demande pardon à son petit ami et, après s'être réconcilié, se précipite chez la famille de Tania, mais il s'avère que Gricha a disparu. Tout le monde est à la recherche du petit garçon, mais ce n'est que grâce à la sensibilité et à l'agilité de l'animal et au courage du grand-père de Guena que Gricha, qui se trouvait à l'intérieur d'une fusée avec des feux d'artifice, est sauvé d'un désastre.
Dans le final de l'histoire, toute la famille de Guena et ses amis se retrouvent à la fête d'anniversaire de l'animal, qui s'est lui-même baptisé Tchebourachka. Rimma vient également s'excuser. Guena joue de l'harmonica et chante la chanson « Malheureusement, un anniversaire n'arrive qu'une fois par an ».
Dans la scène finale, Guena et Cheburashka se déplacent sur un scooter cargo. Un agent de la circulation les arrête et leur demande d'enlever l'animal du guidon. Cheburashka s'y oppose : « Je suis Tchebourachka ! ».

## Fiche technique
- Titre original : Чебурашка[4],[5]
- Titre français : Tchebourachka[6]
- Réalisation : Dmitri Diatchenko
- Scénario : Vitali Chliappo (ru), Vassili Koutsenko, Viatcheslav Zoub
- Photographie : Ivan Lebedev
- Montage : Anton Anissimov
- Musique : Ivan Kanaïev
- Société de production : Yellow, Black and White, Soiouzmoultfilm, Rossiya 1
- Pays de production :  Russie
- Langue originale : russe
- Format : couleurs
- Genre : comédie
- Durée : 113 minutes
- Date de sortie :
  - Russie : 1er janvier 2023

## Distribution
- Sergueï Garmach : Guena
  - Artiom Bystrov : le jeune Guena
- Olga Kouzmina : Tchebourachka (voix)
- Fiodor Dorbronravov (ru) : Valeri Zavgorodni
- Ielena Iakovleva : Rimma, directrice de la chocolaterie
- Polina Maksimova (ru) : Tania
- Sergueï Lavyguine : Tolia
- Ilia Kondratenko : Gricha, le garçon muet